# Atomic Twister – Sturm des Untergangs
Atomic Twister – Sturm des Untergangs ist ein Katastrophenfilm aus dem Jahr 2002.

## Handlung
Die allein erziehende Mutter Corinne Maguire ist mit ihrem elfjährigen Sohn Campbell kürzlich von Kalifornien nach Tennessee umgezogen. Dort arbeitet sie in leitender Funktion in einem nahe der Stadt gelegenen Atomkraftwerk. Campbell hat sich derweil mit dem Nachbarn Jake, einem jungen Deputy-Sheriff angefreundet, der es nicht lassen kann, ihm gelegentlich gruselige Geschichten über Menschen, die bei Wirbelstürmen ums Leben kamen, zu erzählen. Weder Corinne noch ihr Sohn ahnen, dass Jake als kleiner Junge miterleben musste, wie ein Tornado seine eigene Mutter aus seinen Händen in den Tod gerissen hat.
Eines Tages trifft ein außergewöhnlich stark tobender Tornado die außerhalb des Atomkraftwerks gelegenen Stromgeneratoren und zerstört sie. Der Unfall hat fatale Folgen, denn durch den Ausfall der Generatoren fallen auch die Pumpen aus, die den in einem Abklingbecken liegenden Brennstäben innerhalb des Kraftwerks ständig Kühlflüssigkeit zuführen. Beim Verdampfen des Kühlwassers würden die Brennstäbe frei liegen und überhitzen – was zwangsläufig zu einer unkontrollierbaren Kernschmelze und somit zum GAU führen würde, der verheerende Folgen für den ganzen Landstrich und seine Bevölkerung haben würde. Corinne und ihr Team beginnen einen Wettlauf gegen die Zeit, um die Katastrophe doch noch abzuwenden.
Fast gleichzeitig hat der enorme Tornado auch Corinnes Haus zerstört, in dem sich Campbell zusammen mit seinem Kindermädchen aufhielt. Corinne, die ihren Arbeitsplatz im Angesicht der drohenden Katastrophe nicht verlassen darf, fleht ihren Nachbarn Jake an, sich um ihren Sohn zu kümmern. Als Jake die Trümmer des Hauses inspiziert, findet er zwar das schwer verletzte Kindermädchen, aber keine Spur von Campbell.
Ein Anwohner kann Jake aber mitteilen, dass er den Jungen mit seinem Fahrrad davonfahren sehen habe, um schnellstmöglich zu seiner Mutter zu gelangen. Daraufhin fährt Jake die Hauptstraße hinunter und verspricht Campbells Mutter am Funkgerät, dass er ihren Sohn finden und sich um ihn kümmern werde. Tatsächlich kann Jake dann Campbell nach einigen Kilometern Fahrt auf dessen Fahrrad ausmachen und mitnehmen.
Kurze Zeit später werden sie auf einen Mann aufmerksam, der mit seinem Auto angehalten hatte, um einer Frau zu helfen, die mit ihrem Fahrzeug kopfüber einen Abhang hinuntergestürzt war. Jake eilt der jungen Frau, die eingeklemmt in ihrem Auto liegt, zu Hilfe. Er muss feststellen, dass es seine Freundin Ashley ist, die da verunglückt war. Glücklicherweise ist sie nahezu unverletzt.
Währenddessen nähert sich bedrohlich ein weiterer Tornado und der Mann, der um Hilfe gebeten hatte, fährt mit seinem Fahrzeug fluchtartig davon. Jake benutzt die Winde seines Geländewagens, um sich abzuseilen und kann Ashley im letzten Augenblick aus ihrem Fahrzeug retten, bevor dieses in die Tiefe stürzt und explodiert. Campbell kann mit Hilfe der Winde die beiden wieder heraufziehen.
Zu dritt machen sie sich auf dem Weg zurück zum Atomkraftwerk. Über Funk wird Jake informiert, dass der Fahrer eines Diesel-Tanklastzuges aus Angst vor dem Tornado umgekehrt ist. Jake nimmt die Verfolgung auf und kann den Tanklaster stoppen, indem er mit seinem Fahrzeug die Straße blockiert. Er zwingt den Fahrer zum Aussteigen und fährt selber den Tanklastzug zum Atomkraftwerk.
Der Kraftstoff wird dringend für den Betrieb eines Notdieselaggregats im Atomkraftwerk gebraucht, um die elektrischen Wasserpumpen zur Kühlung der Brennstäbe wieder in Gang zu setzen. Zu dieser Zeit versuchen Feuerwehrmänner mit Löschwasser die Brennstäbe im Becken notdürftig zu kühlen. Es verdampft aber mehr Wasser als zugeführt wird; somit besteht weiterhin die Gefahr eines GAUs.
Als Jake mit dem ersehnten Diesel endlich im Atomkraftwerk eintrifft, versucht Corinne Maguire sofort, das seit langer Zeit außer Betrieb genommene Notdieselaggregat wieder in Gang zu setzen, was ihr schließlich nach einiger Mühe auch gelingt. Die elektrischen Pumpen laufen wieder an und der GAU wurde in letzter Minute verhindert.
Überglücklich nimmt Corinne Maguire schließlich ihren Sohn in die Arme und erfährt von Jake, dass Campbell ein ‚echter Held‘ sei, weil er Jake und seiner Freundin Ashley das Leben gerettet habe.

## Kritiken
„Autor Ron McGee hatte offenbar vom Thema keine Ahnung. Wie sonst konnte er ein so hanebüchenes Drehbuch verzapfen?“

„Unterbelichteter Katastrophenfilm, der nie ernstzunehmendes kritisches Niveau erreicht und zudem an eklatanten schauspielerischen Mängeln krankt.“